# اربوگاچن

نمایی از اربوگاچن (یربوگاچن)، شهری در استان ایرکوتسک، روسیه - ۲۰۱۸

اربوگاچن یا یربوگاچن (روسی: Ербогачён، یا Erbogachen یا Erbogachenn) شهری در استان ایرکوتسک در کشور روسیه، واقع در کنار رود نیژنیایا تونگوسکا است. این شهر مرکز اداری منطقه Katangsky است. جمعیت این شهر در سرشماری سال ۲۰۱۰ میلادی ۱٬۹۶۵ بوده‌است.

## حمل و نقل
این شهر دارای یک فرودگاه به‌نام فرودگاه اربوگاچن است.

## اقلیم
اربوگاچن آب و هوای Subarctic (طبقه‌بندی آب و هوا Köppen Dfc) دارد. در زمستان با دمای میانگین −۳۵٫۱ درجه سلسیوس (−۳۱ درجه فارنهایت) درجه از زمستان، هوا −۳۵٫۱ درجه سلسیوس (−۳۱ درجه فارنهایت) تا −۲۴٫۸ درجه سلسیوس (−۱۳ درجه فارنهایت) در ژانویه، در حالی که تابستان با متوسط دمای ۱۰٫۳ درجه سلسیوس (۵۱ درجه فارنهایت) درجه سانتی گراد گرم است تا ۲۴٫۶ درجه سلسیوس (۷۶ درجه فارنهایت) بارش بسیار کم است، اما در تابستان نسبت به ساعات دیگر سال بسیار زیاد است. 
| داده‌های اقلیم اربوگاچن            | داده‌های اقلیم اربوگاچن | داده‌های اقلیم اربوگاچن | داده‌های اقلیم اربوگاچن | داده‌های اقلیم اربوگاچن | داده‌های اقلیم اربوگاچن | داده‌های اقلیم اربوگاچن | داده‌های اقلیم اربوگاچن | داده‌های اقلیم اربوگاچن | داده‌های اقلیم اربوگاچن | داده‌های اقلیم اربوگاچن | داده‌های اقلیم اربوگاچن | داده‌های اقلیم اربوگاچن | داده‌های اقلیم اربوگاچن |
| ماه                               | ژانویه                 | فوریه                  | مارس                   | آوریل                  | مه                     | ژوئن                   | ژوئیه                  | اوت                    | سپتامبر                | اکتبر                  | نوامبر                 | دسامبر                 | سال                    |
| --------------------------------- | ---------------------- | ---------------------- | ---------------------- | ---------------------- | ---------------------- | ---------------------- | ---------------------- | ---------------------- | ---------------------- | ---------------------- | ---------------------- | ---------------------- | ---------------------- |
| سابقهٔ بیش‌ترین °C (°F)             | ۰٫۲ (۳۲)               | ۳٫۶ (۳۸)               | ۱۲٫۳ (۵۴)              | ۲۰٫۳ (۶۹)              | ۳۳٫۹ (۹۳)              | ۳۴٫۹ (۹۵)              | ۳۵٫۸ (۹۶)              | ۳۴٫۱ (۹۳)              | ۳۰٫۴ (۸۷)              | ۲۰٫۱ (۶۸)              | ۶٫۲ (۴۳)               | ۳٫۴ (۳۸)               | ۳۵٫۸ (۹۶)              |
| میانگین بیش‌ترین °C (°F)           | −۲۴٫۸ (−۱۳)            | −۱۸٫۵ (−۱)             | −۷٫۱ (۱۹)              | ۲٫۲ (۳۶)               | ۱۱٫۹ (۵۳)              | ۲۱٫۴ (۷۱)              | ۲۴٫۶ (۷۶)              | ۲۰٫۶ (۶۹)              | ۱۱٫۲ (۵۲)              | −۰٫۸ (۳۱)              | −۱۵٫۱ (۵)              | −۲۳٫۹ (−۱۱)            | ۰٫۱۴ (۳۲٫۳)            |
| میانگین روزانه °C (°F)            | −۳۰٫۰ (−۲۲)            | −۲۶٫۰ (−۱۵)            | −۱۵٫۹ (۳)              | −۴٫۷ (۲۴)              | ۵٫۷ (۴۲)               | ۱۴٫۳ (۵۸)              | ۱۷٫۵ (۶۴)              | ۱۳٫۷ (۵۷)              | ۵٫۳ (۴۲)               | −۵٫۲ (۲۳)              | −۲۰٫۵ (−۵)             | −۲۸٫۸ (−۲۰)            | −۶٫۲۲ (۲۰٫۹)           |
| میانگین کم‌ترین °C (°F)            | −۳۵٫۱ (−۳۱)            | −۳۲٫۶ (−۲۷)            | −۲۴٫۵ (−۱۲)            | −۱۲٫۱ (۱۰)             | −۰٫۴ (۳۱)              | ۷٫۱ (۴۵)               | ۱۰٫۳ (۵۱)              | ۷٫۱ (۴۵)               | ۰٫۴ (۳۳)               | −۹٫۶ (۱۵)              | −۲۵٫۸ (−۱۴)            | −۳۳٫۷ (−۲۹)            | −۱۲٫۴۱ (۹٫۸)           |
| سابقهٔ کم‌ترین °C (°F)              | −۶۱٫۲ (−۷۸)            | −۵۹٫۵ (−۷۵)            | −۵۳٫۳ (−۶۴)            | −۴۳٫۲ (−۴۶)            | −۲۳٫۶ (−۱۰)            | −۸٫۶ (۱۷)              | −۳٫۴ (۲۶)              | −۶٫۹ (۲۰)              | −۱۹٫۸ (−۴)             | −۳۹٫۸ (−۴۰)            | −۵۴٫۸ (−۶۷)            | −۵۸٫۶ (−۷۳)            | −۶۱٫۲ (−۷۸)            |
| بارندگی میلی‌متر (اینچ)            | ۱۵ (۰٫۵۹)              | ۱۰ (۰٫۳۹)              | ۱۲ (۰٫۴۷)              | ۲۰ (۰٫۷۹)              | ۲۵ (۰٫۹۸)              | ۴۷ (۱٫۸۵)              | ۵۳ (۲٫۰۹)              | ۴۶ (۱٫۸۱)              | ۳۴ (۱٫۳۴)              | ۳۹ (۱٫۵۴)              | ۲۷ (۱٫۰۶)              | ۱۹ (۰٫۷۵)              | ۳۴۷ (۱۳٫۶۶)            |
| میانگین روزهای بارانی             | ۰                      | ۰                      | ۱                      | ۶                      | ۱۳                     | ۱۶                     | ۱۴                     | ۱۴                     | ۱۵                     | ۸                      | ۱                      | ۰                      | ۸۸                     |
| میانگین روزهای برفی               | ۲۱                     | ۱۸                     | ۱۶                     | ۱۰                     | ۲                      | ۰٫۱                    | ۰                      | ۰                      | ۲                      | ۱۶                     | ۲۲                     | ۲۲                     | ۱۲۹٫۱                  |
| درصد رطوبت                        | ۷۷                     | ۷۵                     | ۶۸                     | ۶۱                     | ۵۷                     | ۶۱                     | ۶۷                     | ۷۴                     | ۷۴                     | ۷۷                     | ۷۹                     | ۷۸                     | ۷۰٫۷                   |
| میانگین روزانه ساعت‌های تابش آفتاب | ۳۸                     | ۱۱۵                    | ۱۹۵                    | ۲۳۵                    | ۲۵۷                    | ۳۰۳                    | ۳۱۵                    | ۲۳۱                    | ۱۴۵                    | ۸۶                     | ۵۸                     | ۱۸                     | ۱٬۹۹۶                  |
| [ نیازمند منبع ]                  |                        |                        |                        |                        |                        |                        |                        |                        |                        |                        |                        |                        |                        |